# Léonor de Récondo
Léonor de Récondo (née le 10 août 1976) est une violoniste et écrivaine française.

## Biographie
Léonor de Récondo étudie le violon depuis l'âge de cinq ans,.
Elle devient ensuite violoniste baroque, lauréate du concours international de musique baroque Van Wassenaer (Pays-Bas) en 2004. Elle participe depuis à l'ensemble baroque L'Yriade.
Léonor de Récondo commence en 2010 une carrière d'écrivain avec un premier roman, La Grâce du cyprès blanc. En 2013, à la suite de la publication de son roman Rêves oubliés, elle reçoit le prix littéraire des lycéens et apprentis de Bourgogne. Ses autres romans ont, depuis, été gratifiées de nombreux  prix,,.

## Œuvre littéraire
- La Grâce du cyprès blanc, Cognac, Le Temps qu’il fait, 2010  (ISBN 978-2-86853-546-7), 103 p.
- Rêves oubliés, Paris, Sabine Wespieser, 2012  (ISBN 978-2-84805-107-9), 169 p.[9] Prix littéraire des lycéens et apprentis de Bourgogne 2013.
- Pietra viva, Paris, Sabine Wespieser, 2013, 225 p.  (ISBN 978-2-84805-152-9) Ouvrage autour de Michel-Ange[2],[10]
- Amours, Sabine Wespieser, 2015  (ISBN 978-2-84805-173-4), 279 p.[11] 2015 : Prix des libraires[5], Grand prix RTL-Lire[5]
2016 : Prix des étudiants francophones, dépendant du Prix littéraire des jeunes Européens[7], catégorie « auteurs d'expression française ».
- Point cardinal, Sabine Wespieser, 2017  (ISBN 978-2-84805-226-7) Prix du roman des étudiants France Culture–Télérama 2017[8].
- Manifesto, Sabine Wespieser, 2019 Ouvrage autour des derniers instants du père de l'auteure et d'un dialogue avec Hemingway.
- La Leçon de ténèbres, Stock, coll. « Ma nuit au musée », 2020  (ISBN 978-2-234-08883-2)  Prix Ève-Delacroix 2020.
- K.626, Maison Malo Quirvane, coll. « Süssmayr », 2020, 48 p. Ouvrage épistolaire autour de la figure de Franz Xaver Süssmayr, élève de Mozart.
- Revenir à toi, Grasset, 2021  (ISBN 9782246826828), 180 p.
- Le Grand Feu, Grasset, 2023  (ISBN 2246834791), 224 p. Réédition en collection de poche, Le Livre de Poche, 2 janvier 2025,  (ISBN 978-2253907633).

### Livres audio
- Rêves oubliés, lu par Marjorie Frantz, éditions Sixtrid, 2015  (EAN 3358950002948) - 1 CD MP3 de 3 h 30 min
- Pietra viva, lu par Lazare Herson-Marcarel, éditions Sixtrid, 2015  (EAN 3358950002849) - 1 CD MP3 de 3 h 55 min
- Amours, lu par l'auteure, éditions Sixtrid, 2016  (EAN 3358950002870) - 1 CD MP3 de 4 h 15 min